# Australoechus volucer
Australoechus volucer är en tvåvingeart som först beskrevs av Hesse 1938.  Australoechus volucer ingår i släktet Australoechus och familjen svävflugor. Inga underarter finns listade i Catalogue of Life.